# Blunt Magazine
Das Blunt Magazine ist ein 2001 gegründetes Musikmagazin, das in Australien verlegt wird. Spezialisiert hat sich das Magazin auf die Sparten der Rockmusik, Punk, Metal und deren Subgenres. Der Sitz der Redaktion liegt in St. Leonards, New South Wales. Chefredakteure sind Amy Simmons (Print) und Catherine Milne (Online).
Laut Nextmedia, welcher das Magazin verlegt, hat das Magazin ca. 120.000 Leser im Onlinebereich und das Printmagazin eine Auflage von 20.000 Magazinen. Jährlich erscheinen zehn Printausgaben des Magazins. Das Magazin führt Interviews und veröffentlicht CD-Kritiken, Konzertberichte und Neuigkeiten über Künstler. Dabei liegt das Hauptaugenmerk auf der nationalen Musikszene. Allerdings berichtet das Magazin auch über internationale Szenegrößen.